# Melanorivulus polychromus
Melanorivulus polychromus es una especie de pez de agua dulce integrante del género de rivulines Melanorivulus. Habita en ambientes acuáticos tropicales del centro-este de Sudamérica.

## Taxonomía
Descripción original
Melanorivulus polychromus fue descrita originalmente en el año 2016 y con el mismo nombre científico, por los ictiólogos Dalton Tavares Bressane Nielsen, Pedro Álvaro Barbosa Aguiar Neves, Eric Venturini Ywamoto y Michel de Aguiar Passos.
Etimología
Etimológicamente, el término genérico Melanorivulus   
Se compone de la palabra en idioma griego Melano, que significa ‘negro’, ‘oscuro’, ‘turbio’ más el vocablo en latín rivulus que se traduce como ‘pequeño arroyo’; haciendo alusión al supuesto biotopo de dónde provenía la especie tipo del género Rivulus. El epíteto específico polychromus se compone de dos palabras del idioma griego, donde poli significa ‘muchos’ y chromus es ‘colores’, es decir: ‘muy colorido’, refiriéndose al patrón cromático del macho de esta especie.

## Distribución geográfica y hábitat
Melanorivulus polychromus se distribuye en el centro-este de América del Sur, específicamente es endémica de la cuenca del río São José dos Dourados, un afluente de la margen izquierda de la cuenca del río Paraná Superior en el estado de São Paulo, sudeste de Brasil.
Ecorregionalmente es exclusiva de la ecorregión de agua dulce Paraná superior, la cual estaba limitada a la sección del río homónimo correspondiente a aguas arriba de los grandes saltos del Guairá los que la separaban de la del Paraná inferior, pero con la construcción de la represa de Itaipú la cual inundó los citados saltos, más la construcción junto a la presa del denominado canal de la Piracema, el límite —que anteriormente era neto— hoy en parte se ha desdibujado.

## Características
Algunas de las características morfológicas del macho permiten diferenciarlo de los de otras especies del género. Este posee un color de fondo verde claro a verde metálico, con los lados del cuerpo exhibiendo de 6 a 8 líneas oblicuas rojas en forma de amplia cuña que apunta hacia la cabeza, las que se hacen incompletas en algunos sectores y desaparecen hacia las regiones abdominal y dorsal; a la altura de la parte media del sector anterior del cuerpo se observan manchas oscuras. Las aletas impares son celeste-verdosas con fondo rojizo oscuro.